# Торнада
У провансилској поезији торнада, односно „преокрет“ односи се на последњу, најкраћу станцу, тј. коблу, која се односи на заштитника, даму, или пријатеља. Често садрже и битне информације о делу (где и када је настала), као и детаље из живота трубадура.